# 一宮西インターチェンジ

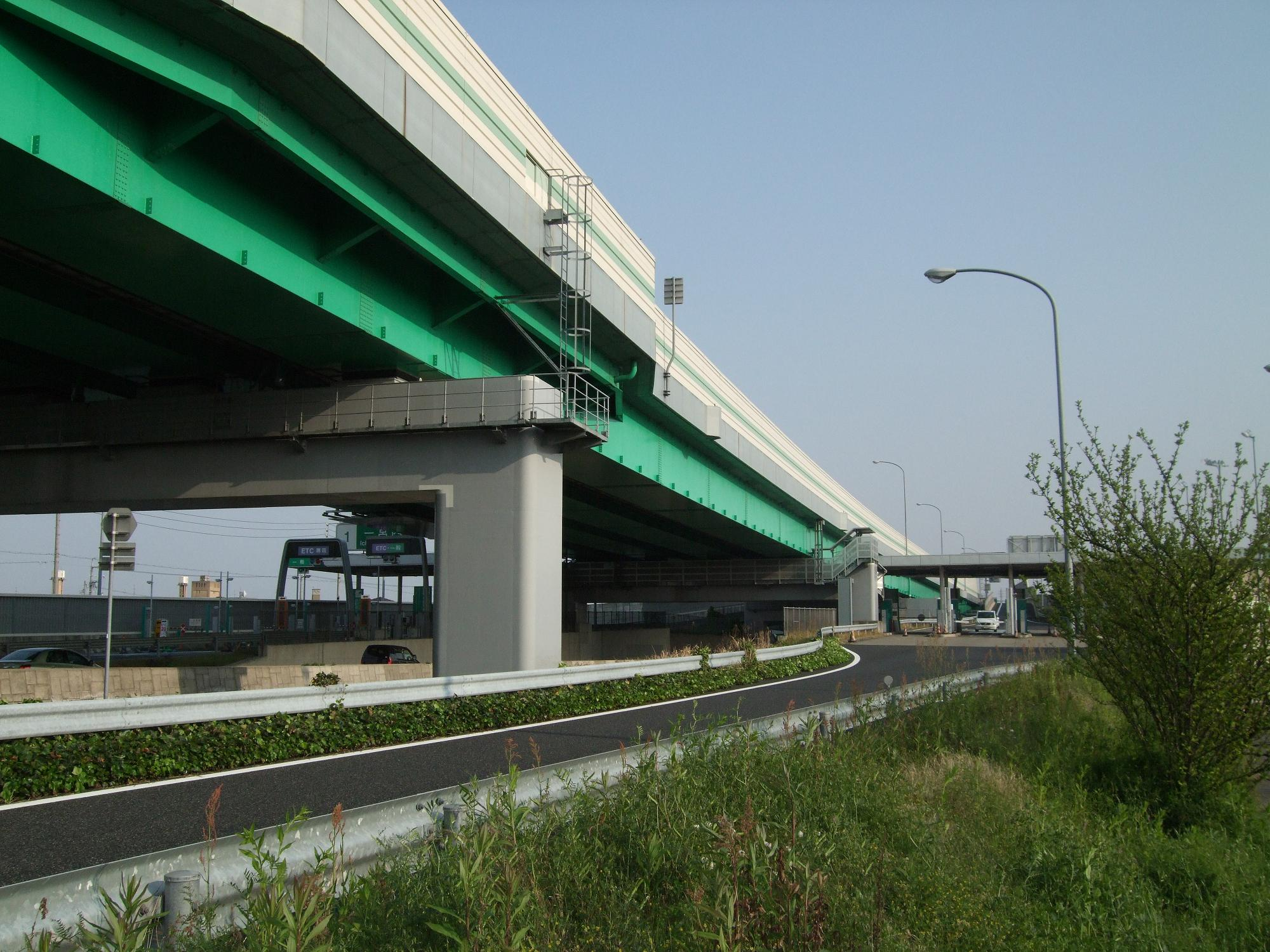
一宮西インターチェンジ 料金所付近

一宮西インターチェンジ（いちのみやにしインターチェンジ）は、愛知県一宮市大和町にある東海北陸自動車道のインターチェンジである。
名神高速道路方面のみ出入りできるハーフインターチェンジであり、高山・富山方面へ向かう場合は一宮稲沢北ICまたは尾西ICを利用することになる。

## 歴史
- 1998年（平成10年）12月13日 - 東海北陸自動車道の一宮JCT - 尾西IC間の開通に伴い[2][3]、供用開始[1]。

## 道路
- E41 東海北陸自動車道（1-1番）
  - 供用から長らくは1番となっていたが、一宮稲沢北ICの供用を前に改番された[4]。

## 料金所
- ブース数：8

### 入口
- ブース数：3
  - ETC専用：1
  - ETC/一般：1
  - 一般：1

### 出口
- ブース数：5
  - ETC専用：2
  - 一般：3

## 接続する道路
- 西尾張中央道（岐阜県道・愛知県道14号岐阜稲沢線）

## 隣
E41 東海北陸自動車道
(25-1)一宮JCT - (1-1)一宮西IC - (2)尾西IC
※当IC、尾西ICおよび一宮稲沢北ICはハーフインターチェンジとなっており、それぞれ出入可能な方向が異なっている（当ICは上り方向）。